# Fixem
Fixem település Franciaországban, Moselle megyében. Lakosainak száma 399 fő (2022. január 1.). Fixem Beyren-lès-Sierck, Cattenom, Gavisse és Rodemack községekkel határos.

## Népesség
A település népességének változása:
| Lakosok száma | 254  | 280  | 325  | 362  | 423  | 428  | 418  | 414  | 408  | 399  |
|               | 1968 | 1982 | 1990 | 2006 | 2013 | 2015 | 2017 | 2019 | 2020 | 2022 |